# Nonoai (Porto Alegre)
Nonoai é um bairro localizado na zona sul da cidade brasileira de Porto Alegre, capital do estado  do Rio Grande do Sul. Foi criado pela Lei 2022 de 7 de dezembro de 1959.
O bairro é atravessado pelo arroio Passo Fundo, e seus limites são os bairros Santa Tereza, Teresópolis, Cavalhada, Cristal e Vila Nova.

## Histórico[1]
O nome do bairro possui origem num ilustre morador da região, João Pereira de Almeida, o Barão de Nonoai, participante do movimento abolicionista e chefe da guarda nacional durante o Brasil Império. No quarteirão formado pelas ruas Dr. Ney Cabral, Taveira Junior, Travessa Fortaleza e Guilherme Mellechi encontra-se um castelo que foi construído na propriedade de João Pereira de Almeida.
O título Barão de Nonoai foi dado por D.Pedro II devido aos esforços de João Pereira de Almeida na libertação de escravos. O Barão nasceu na cidade de Nonoai, Rio Grande do Sul, servindo durante muito tempo na localidade de Santa Maria mudando-se depois para Porto Alegre.

## Características atuais
O bairro apresenta um aspecto tranquilo, mesmo não sendo muito distante do centro. É constituído predominantemente por casas, algumas muito antigas, além de alguns raros edifícios mais altos. Possui vários núcleos habitacionais, como a Chácara Sperb, a Chácara Menezes e a Cidade Jardim.
O comércio está concentrado em sua avenida principal, a Avenida Nonoai, onde também se localiza a Sociedade Porto Alegrense de Auxílio aos Necessitados (SPAAN), um asilo inaugurado em 1931 e que abriga em média 140 pessoas na faixa etária entre 60 e 100 anos. Chama a atenção que o canteiro central dessa avenida contém vários guapuruvus (nome científico: Schizolobium parahyba), árvores de grande porte.
Outro espaço tradicional é o Nonoai Tênis Clube, com sede no local desde 1938, e que é uma alternativa de esporte e lazer para os habitantes do bairro.
No bairro existe um castelo de duas torres, construído na década de 1920, sobre um aterro de nove metros de altura, pertencente aos irmãos Ernesto e Luiz Leiner, e que desperta muita curiosidade por quem passa pela região, constituindo-se em ponto turístico do Nonoai.

### Marcos
Saúde
- Hospital Espírita de Porto Alegre

Áreas verdes
- Praça Hamilton Chaves
- Praça Maurício Zaduchliver

## Limites atuais
Avenida Nonoai, com início na ponte sobre o arroio Passo Fundo, por uma linha reta, até a convergência da Rua Dario Totta com Rua Luiz Flores; desta e seu prolongamento, em linha reta em direção norte, até encontrar a Rua Orfanotrófio; desta, até encontrar o Arroio Passo Fundo, através do talvegue deste até a Rua Campos Velho; e por, esta e pela Avenida Vicente Monteggia, até a junção com a Estrada Aracaju; desta, em toda a sua extensão e do final desta artéria, por uma linha reta em direção leste, até encontro do ponto cotado (marco geodésico) do Morro Teresópolis; deste ponto, por uma linha reta e imaginária, na direção oeste, até encontrar a Rua Costa Lima; por esta rua e pela Avenida Nonoai até a ponte, marco inicial sobre o arroio Passo Fundo.

## Lei dos limites de bairros- proposta 2015-2016
No fim do ano de 2015, as propostas com as emendas foram aprovadas pela câmara de vereadores de Porto Alegre. Em relação aos limites atuais, há algumas alterações. A alteração mais importante foi a substituição das linhas imaginárias na descrição anterior dos limites por riachos (Arroio Passo Fundo e Teresópolis) e alguns logradouros como partes dos Trechos das Ruas Sepé Tiarajú, Octávio de Souza e Cel. João Pinto.  
Seus bairros vizinhos são: Teresópolis, Santa Tereza, Cristal, Cavalhada e Vila Nova.

## Moradores famosos
- Iberê Camargo, pintor;[8]
- João Pereira de Almeida, o Barão de Nonoai

Maurício Saraiva, jornalista